# 3301 Jansje
3301 Jansje (1978 CT) là một tiểu hành tinh vành đai chính được phát hiện ngày 6 tháng 2 năm 1978 bởi Đài thiên văn Perth ở Perth, Western Australia.